# 앙헬 폭포

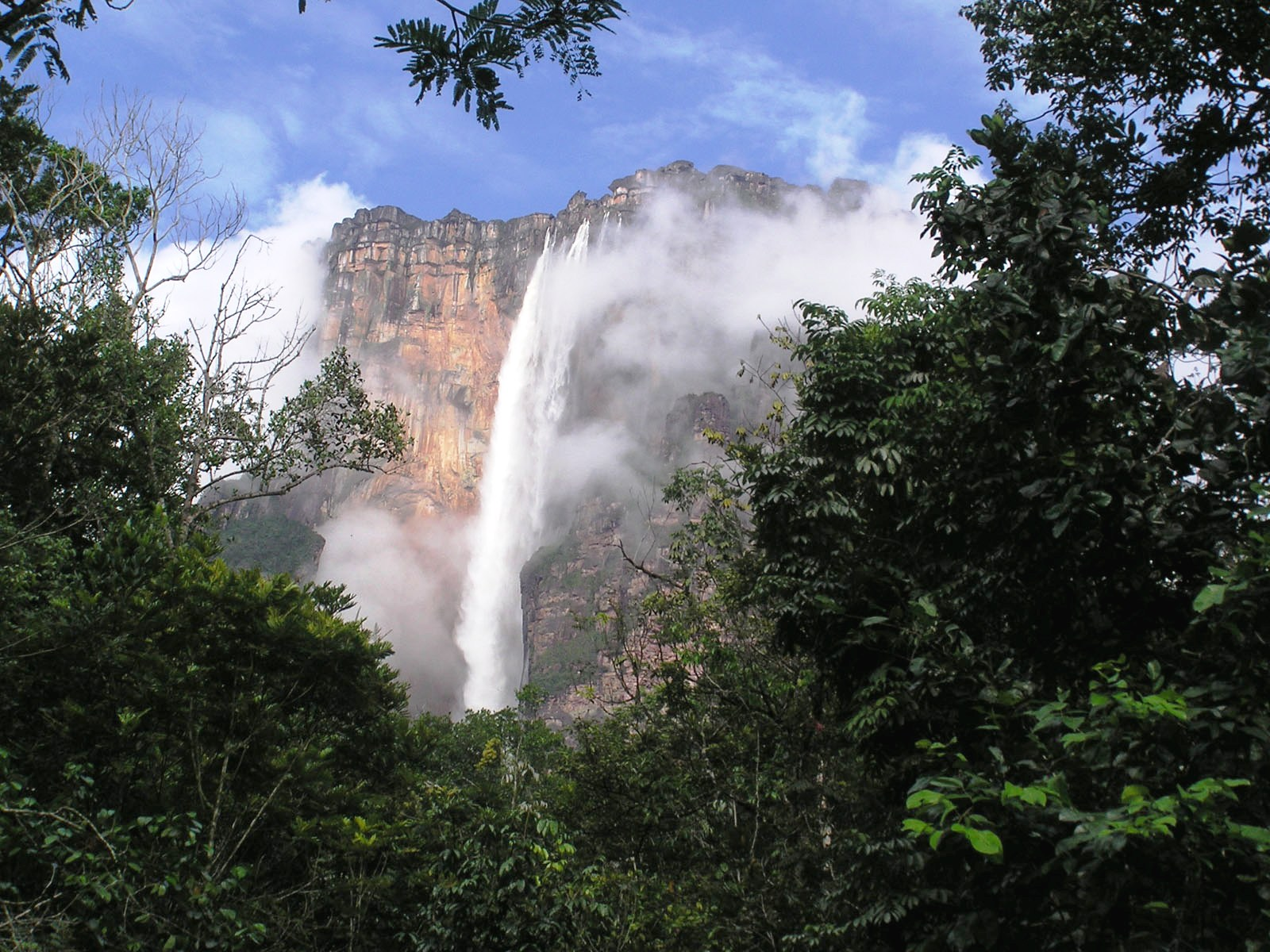
앙헬 폭포

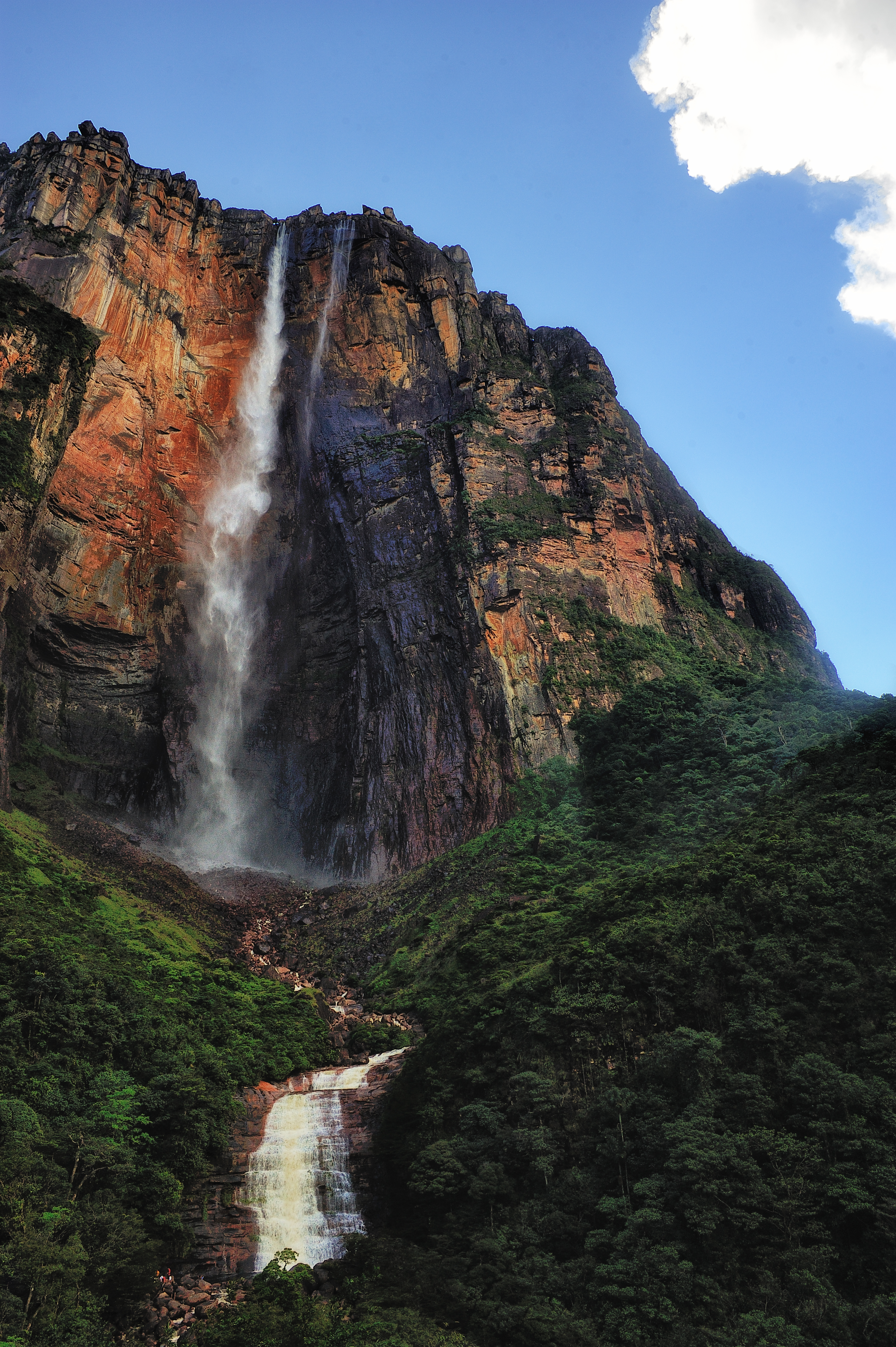
앙헬 폭포, 볼리바르 주, 베네수엘라

앙헬 폭포(스페인어: Salto Ángel, 영어: Angel Falls, 문화어: 안헬 폭포)는 베네수엘라 볼리바르 주의 카나이마 국립공원에 있는 폭포이다. 엔젤 폭포라고도 한다. 총 높이 979m, 최대 낙차 807m, 너비 150m로 세계에서 가장 높은 폭포이며 유수량이 적을 때는 물이 바닥에 떨어지기 전에 안개가 되어 날아가기도 한다. 거의 수직으로 떨어지는 폭포로 1910년 베네수엘라의 탐험가 에르네스토 산체스 라 크루즈(Ernesto Sanchez La Cruz)에 의해 처음 발견되었다. 1933년 11월 18일, 비행기로 광물자원을 탐사하던 지미 엔젤(James Angel)에 의해 재발견되어 널리 알려졌고 폭포의 이름도 그의 이름에서 따왔다.

## 참고 문헌
- 이 문서에는 다음커뮤니케이션(현 카카오)에서 GFDL 또는 CC-SA 라이선스로 배포한 글로벌 세계대백과사전의 "앤젤 폭포" 항목을 기초로 작성된 글이 포함되어 있습니다.